# Compagnia della Colomba
La Compagnia della Colomba, conosciuta anche come Cavalieri della Colomba,  è il nome di una compagnia di ventura, attiva nel XIV secolo in Italia. 

## Fondazione
La Compagnia della Colomba fu fondata nel 1334 da un gruppo di soldati mercenari tedeschi venuti in Italia al seguito di Giovanni I di Boemia. Il nome della compagnia trasse origine dal luogo dove tali mercenari si radunarono e fondarono questa compagnia, l'Abbazia di Chiaravalle della Colomba, ad Alseno nel piacentino. Inizialmente la compagnia si dedicò al saccheggio e al massacro in diversi borghi tra l'Emilia e la Toscana.

## La Compagnia della Colomba
Il comando di questa compagnia venne assunto da Orlando di Luchom, già maresciallo agli ordini del re boemo. Nel 1335, vi erano 1.300 cavalieri, che furono assoldati da Perugia in guerra contro Arezzo, dalla quale era stata sconfitta. 
Nel 1337 la compagnia fu al servizio di Firenze con 350 cavalieri, nella guerra sempre contro gli aretini guidati da Pier Saccone Tarlati, che si svolse nei pressi di Lucca, fino alla definitiva capitolazione degli avversari. In seguito la compagnia fu sciolta.

## L'Ordine dei Cavalieri della Colomba
Nel 1379 con la stessa denominazione della compagnia di ventura dei primi anni '30 del 1300, fu creato un ordine cavalleresco detto Ordine dei Cavalieri della Colomba dal re Giovanni I di Castiglia, succeduto al padre al trono dei regni di Castiglia e León, per combattere contro i Mori. Lo stemma di quest'ordine rappresentava una collana di oro con al centro una colomba bianca.
Un secondo Ordine della Colomba fu creato nel 1399 dal successore di Giovanni I, il figlio Enrico III.